# Raymond Westerling
Raymond Pierre Paul Westerling (Constantinopel (Istanbul), 31 augustus 1919 – Purmerend, 26 november 1987), bijgenaamd de Turk, was in de rang van kapitein de commandant van de Speciale Troepen, die de Nederlandse regering in de jaren 1946-1948 inzette tegen de Indonesische onafhankelijkheidsstrijd in toenmalig Nederlands-Indië.
Westerling maakte sinds 1942 deel uit, samen met een groepje medesoldaten, van een nieuwe tak van de landmacht, de voorloper van het Korps Commandotroepen (KCT), de No. 2 Dutch Troop. Dit was een speciale eenheid in het leger die als een soort van spionagedienst te werk ging. Westerling leerde deze stijl van opereren tijdens zijn opleiding door Britse soldaten in Engeland.
Van december 1946 tot maart 1947 voerde hij 'zuiveringsacties' door op Zuid-Celebes (Sulawesi Selatan), daarna was hij op Java actief. Hij kwam in opspraak door zijn wrede en meedogenloze acties tegen Indonesische guerrillastrijders, hun sympathisanten en anderen. Zijn opdrachten kreeg hij van de Nederlandse legerleiding en van de operationele commandant ter plaatse, maar hij gaf daaraan ook een eigen invulling wat er toe leidde dat hij eigenmachtig mensen martelde en vermoordde.
Na de soevereiniteitsoverdracht in december 1949 speelde hij een rol in een mislukte coup tegen het nieuwe bewind, dat onder leiding stond van president Soekarno. Westerlings rol in de onafhankelijkheidsoorlog is omstreden vanwege excessief geweld, misdaden tegen de menselijkheid en de burgerslachtoffers die daarbij zijn gevallen. 

## Jeugd in Constantinopel
Westerling werd in 1919 geboren in Constantinopel (in 1923 veranderd in Istanbul), destijds onderdeel van het Ottomaanse Rijk, als zoon van een Nederlandse handelaar in antiek en zijn Griekse echtgenote. Hij groeide op in de welvarende wijk Pera (Beyoğlu), waar de familie van zijn vaderszijde al drie generaties woonachtig was. In deze kosmopolitische omgeving had hij een aantal talen vloeiend leren spreken. Naast het Turks sprak Westerling Frans en Grieks. Nederlands sprak hij destijds nog niet. Zijn Turkse achtergrond leverde hem in Nederlands-Indië zijn bijnaam 'De Turk' op.

## Opleiding tot commando
Op 22-jarige leeftijd, in 1941, meldde Westerling zich aan bij het Nederlandse consulaat in Istanbul als oorlogsvrijwilliger voor de geallieerden. Na omzwervingen kwam hij in Engeland terecht. Hij werd ingelijfd bij de Prinses Irene Brigade in Wolverhampton, maar het garnizoensleven beviel hem allerminst. Daarom gaf Westerling zich op voor de commando-opleiding, die hij met succes doorliep. Al snel werd Westerling bevorderd tot sergeant-instructeur en werd hij belast met de opleiding in "Silent Killing", "Unarmed Combat" en "Toughness Training". In 1944 volgde zijn benoeming tot sergeant voor speciale diensten en werd hij ter beschikking gesteld van het Bureau Bijzondere Opdrachten (BBO), een organisatie die agenten opleidde voor geheime acties in bezet Nederland. Tot zijn grote teleurstelling werd Westerling echter niet ingezet. In plaats daarvan werd hij aangesteld als sergeant-majoor-instructeur van de Binnenlandse Strijdkrachten in het bevrijde Zuid-Nederland. Op 10 maart 1945 raakte Westerling zwaargewond door een Duitse aanval met een V-1. Hij werd hierna naar Londen afgevoerd. Na genezing werd hij door toedoen van het hoofd BBO, generaal Van Oorschot, bevorderd tot luitenant en uitgezonden naar het Korps Insulinde op Malakka. Vanuit dat korps is hij ingezet in Medan (Sumatra) om samen met de Britten op te treden tegen Indonesische opstandelingen in en rond Medan.

## Inzet op Sumatra
Toen de oorlog in Europa ten einde was, trad Westerling in dienst van het KNIL. Na een tussenstop in Ceylon werd hij uitgezonden naar Medan. Zijn opdracht was om het herstel van het Nederlandse gezag daar voor te bereiden en Nederlandse krijgsgevangen en geïnterneerde burgers op te sporen. Formeel stond Westerling onder Brits bevel, maar hij ging vooral zijn eigen weg. Hierbij viel hij op door zijn gevoel voor het inlichtingenwerk, waarmee hij de basis legde voor enkele belangrijke successen van de Britse troepen. Ook verwierf hij een reputatie van doortastend en waar nodig hardhandig optreden, dat de meest betrokkenen legitimeerden door te verwijzen naar de brute methoden van de tegenpartij.

## Contra-guerrilla op Zuid-Celebes
In juli 1946 kreeg Westerling als eerste luitenant het commando over het Depot Speciale Troepen (DST), een in contra-guerrilla gespecialiseerde eenheid, die voornamelijk werd gevormd door Indo-Europese en inheemse militairen van het KNIL en oorlogsvrijwilligers uit Nederland. Westerling kreeg opdracht om naar Zuid-Celebes af te reizen. Dat eiland was - net als andere delen van Nederlands-Indië - in de greep van een gewelddadige opstand die door de Nederlandse regering en in de media als 'rood-witte-terreur' werd gekenschetst. Het overheidsgezag was nagenoeg ingestort, het economische leven was lamgelegd en Indo-Europeanen en Chinezen werden op grote schaal vermoord. Criminele bendes hadden vrij spel. Deze periode van ordeloosheid is de geschiedenisboeken ingegaan als de Bersiap-tijd. Door dit alles werd het Nederlandse plan om de deelstaat Oost-Indonesië voor te bereiden op onafhankelijkheid gedwarsboomd. Van een georganiseerde opstand tegen het Nederlandse gezag zou volgens de commissie-Enthoven (1948) destijds geen sprake zijn geweest.
Na overleg tussen de politieke leiding in Batavia en de Nederlandse legerleiding werd besloten tot de inzet van een extra bataljon troepen en het Depot Speciale Troepen (DST) onder leiding van Raymond Westerling. Hij kreeg een duidelijke opdracht en instructies om een contraguerrilla tegen de 'rood-witte-terreur' te organiseren. Onderdeel van het mandaat dat Westerling kreeg van kolonel Henk de Vries, de operationele bevelhebber op Zuid-Celebes, was de bevoegdheid tot het uitoefenen van standrecht. Hij was daarbij verantwoording schuldig aan de operationele bevelhebber ter plaatse en aan de geallieerde gezagsdrager (CDO) generaal-majoor Eduard Engles.
Westerling paste op Zuid-Celebes zijn eigen methode van contraguerrilla toe, de methode-Westerling, waarin plaats was ingeruimd voor standrechtelijke executies. Tegelijkertijd betrok hij het loyale deel van de bevolking bij het herstel van de rechtsorde en de economie, met name door het instellen van een eigen kampongpolitie. Om het vertrouwen te kunnen winnen en onnodige burgerslachtoffers te vermijden, was het in zijn ogen noodzakelijk 'hard maar rechtvaardig' op te treden jegens opstandelingen en daar publiekelijk uiting aan te geven. De acties verliepen volgens een vast patroon en waren bedoeld om de adat, het plaatselijke normen- en rechtsstelsel (althans in Nederlandse ogen), te respecteren.
Verdachte kampongs werden ‘s nachts omsingeld. Bij het aanbreken van de dag werden de bewoners gedwongen om hun huizen te verlaten en zich op een open terrein in de nabijheid van de kampong te verzamelen. Personen die gewapend verzet boden werden onmiddellijk gedood. Na aankomst op de verzamelplaats scheidden de soldaten van het DST de mannen van de vrouwen en kinderen. Daarna kregen de mannen te horen wat het doel van de militaire actie was. Op grond van vooraf verzamelde inlichtingen werden van terrorisme verdachte personen uit de menigte gehaald, in staat van beschuldiging gesteld en daarna onmiddellijk standrechtelijk geëxecuteerd. Na de executies moest de bevolking een eed afleggen op de Koran, en zweren dat ze het terrorisme uit haar midden zou bannen. Ten slotte organiseerde Westerling een nieuw politieapparaat en benoemde hij kampongbesturen die verantwoordelijk werden gesteld voor de ordehandhaving. De commissie Van Rij/Stam karakteriseerde het optreden van Westerlings methode in 1954 als een 'plechtige' methode, die op de bevolking een diepe indruk zou hebben gemaakt (Conclusie VI).
Deze zogenaamde zuiveringsacties, die de geschiedenis in zouden gaan als de 'Zuid-Celebes-affaire', duurden van 11 december 1946 tot 3 maart 1947. Of Westerling erin slaagde met zijn harde aanpak het verzet op Zuid-Celebes uit te schakelen en de openbare orde te herstellen, blijft de vraag. 
Volgens de Indonesiërs ging dat alles gepaard met grote aantallen slachtoffers. De Republikeinse informatie stelde dat Westerlings optreden 35.000 à 40.000 levens had gekost. Dit cijfer noemde men ook in de Veiligheidsraad van de Verenigde Naties. Nederlandse militaire rapporten uit die periode onderschreven daarentegen de schattingen van Westerling. Deze verklaarde tijdens een onderzoek dat hij verantwoordelijk zou zijn geweest voor zo'n 500 slachtoffers. Huidige schattingen, afkomstig van de Nederlandse historici Willem IJzereef en Jaap de Moor, stellen dat de KNIL-troepen en het DST tijdens de hele operatie verantwoordelijk waren voor ongeveer 3.500 doden. Het grootste aantal slachtoffers kwam voor rekening van de Speciale Troepen die zelfstandig opereerden in het noordwestelijk deel van Zuid-Celebes, onder leiding van onderluitenant Jan Vermeulen. Het onderdeel onder leiding van Westerling zelf zou 388 slachtoffers hebben gemaakt. De Indonesische zijde zou verantwoordelijk zijn voor 1.210 gevallen van moord, 300 ontvoeringen en 408 vermissingen, samen 1.918 slachtoffers, terwijl nabij de 2.400 mensen werden omgebracht door het KNIL, door pro-Nederlandse strijdgroepen en door politietroepen uit de kampongs. In het rapport van de commissie-Enthoven (1948) wordt de 'rood-witte-terreur' daarnaast verantwoordelijk gehouden voor 2661 gevallen van rampok (beroving) en 555 gevallen van brandstichting.
In de gewelddadige periode voorafgaand aan Westerlings optreden was er sprake van 1.200 Indonesische slachtoffers op Zuid-Celebes door rivaliserende bendes, criminaliteit en politieke terreur onder Republikeinse vlag. Dit rechtvaardigde volgens Westerlings sympathisanten het harde optreden. Deze lezing wordt onderschreven door mr. B.J. Lambers, destijds de vertegenwoordiger van de procureur-generaal op Zuid-Celebes. Ook de historici Rémy Limpach (De brandende kampongs van generaal Spoor, 2016) en Gert Oostindie (Soldaat in Indonesië, 2016) laten zien dat de acties van Westerling, als ze al niet direct van hogerhand waren opgedragen, toch minstens oogluikend door de militaire en politieke autoriteiten in Batavia werden toegestaan. Limpach toonde aan in zijn publicatie dat Westerling zelf verantwoordelijk was voor zijn handelingen en actief deelnam aan de moorden:
1. Het KST o.l.v. Westerling sneed in Celebes [Sulawesi, AG] oren van krijgsgevangenen af en liet hen deze opeten’ (pag. 24)
2. (…) verduidelijkt Westerlings uitlating dat hij niet terugschrok voor dodelijke eigenrichting, dan wel moord en marteling als hij dat noodzakelijk achtte (…) (pag. 273)
3. (…) hield in het geval van Batoea in dat zijn commando’s en hij voor de ogen van de kampongbevolking 35 mannen zonder enige vorm van proces neerschoten. (…) (pag. 78)
4. (…) het ter plekke executeren van “daders” (…) door een vuurpeloton of door Westerling of andere actieleiders persoonlijk (…) (pag. 279)
5. (…) Het patroon van Batoea herhaalde zich ook bij de tweede operatie in Tandjung Boenga, waarbij de commando’s zo’n 1.500 mannen samendreven en 61 in hun ogen schuldige mannen ombrachten. (pag. 275)
6. (…) Enkele mannen werden op wrede wijze gedood, in één geval door Westerling eigenhandig. (…) (pag. 275)
7. (…) In Kaloekoeang vermoordden de militairen [van Westerling, AG] 81 personen (…) (pag. 276)
8. (…) bij de zuiveringen in Djongaja in de nacht van 16 op 17 december [1947, AG] vermoordden zijn mannen en hij nog eens 33 mensen. (pag. 276)
9. (…) Als deze personen weigerden of aarzelden, koos Westerling steeds lukraak tien slachtoffers uit (pag. 276)
10. (…) Bij deze rooskleurige voorstelling van zaken paste ook dat Spoor [opperbevelhebber Ned. militairen in Indonesië 1945-49, AG] tot aan het einde van zijn leven zowel Westerling als het volstrekt misdadige optreden waarvoor deze medeverantwoordelijk was tijdens de Zuid-Celebes-affaire, steeds zou verdedigen (…) (pag. 307)

Bauke Geersing betoogt in zijn studie Kapitein Raymond Westerling en de Zuid-Celebes-Affaire uit 2019 dat het optreden van Westerling op Zuid-Celebes het gevolg was van weloverwogen besluiten die de militaire en politieke top in Nederlands-Indië hadden genomen. Uit de studie van IJzereef en De Moor en van Rémy Limpach blijkt echter dat Westerling een zeer vage opdracht had, en dat hij die interpreteerde als 'carte blanche' wat hij vervolgens uitvoerde door vele honderden mensen deels zelf en deels door een executiepeloton te laten vermoorden.
Via de Commissie-Generaal, de vertegenwoordiging van de Nederlandse regering in Nederlands-Indië, was uiteindelijk het hele Kabinet daarvoor verantwoordelijk. Ook de top van de rechterlijke macht, in de persoon van procureur-generaal H.J. Felderhof, onderschreef dat er sprake was van een "noodzakelijke en in het noodrecht gegronde militaire actie". Geersing concludeert dan ook dat het optreden van Westerling paste in de destijds geldende politieke en maatschappelijke moraal en de toenmalige juridische en militaire kaders.
De nasleep van de Zuid-Celebes-affaire heeft diepe sporen nagelaten, zowel in Indonesië als in Nederland. Op 12 september 2013 heeft de Nederlandse regering via haar ambassadeur in Jakarta, Tjeerd de Zwaan, haar excuses aangeboden aan alle slachtoffers van het bloedbad. Tien weduwen die nog in leven waren, kregen een schadevergoeding.

## Vertrek
De Nederlandse legerleiding achtte Westerling door de aanhoudende negatieve publiciteit over zijn optreden op Zuid-Celebes en de kritiek op het gewelddadige optreden van het Korps Speciale Troepen (KST) niet geschikt voor de taak van commandant van een nieuw te vormen militaire eenheid. Het KST bestond toen uit ongeveer 1.200 man. Generaal Simon Spoor speelde met de gedachte om bij de Tweede Politionele actie een luchtlanding in de Javaanse provincie Yokyakarta (Djokja) uit te voeren. Luitenant-kolonel Van Beek had de opdracht gekregen een speciale stafstudie uit te voeren teneinde de Eerste Para-compagnie te laten fuseren met het Korps Speciale Troepen en tegelijkertijd een selectie op kwaliteit door te voeren bij het kader en de manschappen van dat Korps. Generaal Spoor had voor Westerling enkele speciale opdrachten in gedachten. Op grond van deze nieuwe aanpak en vanwege de negatieve publiciteit rond Westerling en het 'oude' KST, besloot de legerleiding echter voor de nieuw gevormde militaire eenheid een andere commandant aan te stellen. Op 16 november 1948 droeg Westerling het commando van zijn eenheid over aan luitenant-kolonel W.C.A. van Beek, die de opdracht kreeg de Speciale Troepen om te vormen tot een eenheid die geschikt was voor de luchtlandingsacties in Djokja.
Hoewel Westerling verschillende malen werd voorgedragen voor een onderscheiding, werd hem die niet verleend. In augustus 1948 vroeg zijn toenmalige adjudant Henk Ulrici in een open brief aan prins Bernhard aandacht voor het feit dat Westerling nog altijd geen onderscheiding had ontvangen, terwijl hij een "zeldzaam moedig, flink en knap commandant was". Bernhard informeerde nog dezelfde maand bij de generaal Spoor of Westerling al dan niet een onderscheiding zou worden verleend. Spoor liet de prins weten dat hij zich zou inspannen voor een onderscheiding. Hier voelde men echter in Den Haag niets voor. Toen het vertrek van Westerling bij de Speciale Troepen al vaststond, ondernam kolonel Reemer nog een laatste poging. Hij stelde voor om Westerling een Militaire Willems-Orde te geven voor zijn werk op Sumatra, Celebes en Java. Ook Reemers verzoek werd afgewezen. Uiteindelijk kreeg Westerling op 14 januari 1949 bij zijn demobilisatie slechts een bijzondere tevredenheidsbetuiging.

## Staatsgreep tegen Soekarno
Na zijn vertrek uit het leger vestigde Westerling zich in West-Java. Hij trad in het huwelijk en zette een transportbedrijf op in de omgeving van de Puntjakpas. Zijn rol was echter allerminst uitgespeeld. In het geheim richtte hij een legermacht op onder de naam APRA (Angketan Perang Ratu Adil: 'Legioen van de Rechtvaardige Vorst'). Volgens historicus J.A. de Moor had de APRA nauwelijks enige omvang en hoopte Westerling op hulp van soldaten van het KNIL en in het bijzonder van het Regiment Speciale Troepen (de opvolger van het DST/KST), waarvan hij bevelhebber was geweest. Deze soldaten van de Speciale Troepen zouden Westerling nog steeds op handen hebben gedragen. Er zijn sterke aanwijzingen dat ook hoge Indonesische functionarissen, en Nederlandse topmilitairen bij de coup waren betrokken. Zo staat vast dat sultan Syarif Hamid II van Pontianak, minister in het toenmalige kabinet van Soekarno, daarbij een actieve rol speelde. De sultan was een voormalig kolonel van het KNIL, voormalig adjudant van de koningin en bevriend met prins Bernhard. Hij was voorstander van een federale staatsvorm, anders dan de eenheidsstaat die Soekarno nastreefde. Wegens zijn betrokkenheid bij de staatsgreep is hij later veroordeeld. Medestanders van Westerling noemen het dan ook een mythe dat deze zogenoemde 'Bandoeng-coup' alleen het werk zou zijn van de afgezwaaide commandant en zijn getrouwen. Westerling diende eerder als een vooruitgeschoven post.
Kort na de soevereiniteitsoverdracht stuurde Westerling een ultimatum aan de Indonesische regering, waarbij hij waarborgen voor de handhaving van de autonomie van de deelstaat van Pasundan (West-Java) eiste en om erkenning van zijn strijdmacht vroeg. Toen toezeggingen uitbleven, ging hij tot actie over. In de nacht van 22 op 23 januari 1950 viel de APRA Bandoeng aan. Ook enkele honderden gedeserteerde KNIL-militairen namen aan de aanval deel. Het doel van de staatsgreep was het Indonesische leger uit te schakelen, de regering van president Soekarno omver te werpen en te vervangen door een nieuwe regering die het bestaan van de deelstaten zou respecteren. Westerlings volgelingen wisten Bandoeng in te nemen, waarbij aan Indonesische zijde ongeveer honderd doden vielen. De staatsgreep ging echter als een nachtkaars uit, naar verluidt door een slechte planning en 'verraad'. Een aanval op het parlement in Jakarta werd afgelast. Westerling wist, geholpen door hoge Nederlandse officieren, met een watervliegtuig naar Singapore te ontsnappen. Volgens sommige berichten zou toenmalig minister-president Drees deze ontsnapping hebben ondersteund. om te voorkomen dat Westerling door de Indonesische autoriteiten gevangen zou worden genomen en tegenover hen open kaart zou spelen. De couppoging en daarmee samenhangende onrust in de buitenprovincies waren voor de regering-Soekarno de aanleiding om de plannen voor een eenheidsstaat - ondanks de bepalingen in het vredesakkoord - versneld door te drukken.
De gevangengenomen APRA-militairen, onder wie zo'n 125 van het Regiment Speciale Troepen, werden overgedragen aan de Nederlandse troepen die nog op Java waren achtergebleven. Een Nederlandse krijgsraad veroordeelde hen tot gevangenisstraffen variërend van zes tot twaalf maanden. Luitenant P.E.D. Titaley, die als contactpersoon met Westerling was opgetreden, kreeg een straf van een jaar en acht maanden. Allen werden overgebracht naar Nederlands-Nieuw-Guinea om daar hun straf uit te zitten. Na afloop van hun gevangenschap (1951-'52) gingen veel voormalige APRA-militairen vanuit Nieuw-Guinea direct naar Nederland.

## Leven in Nederland

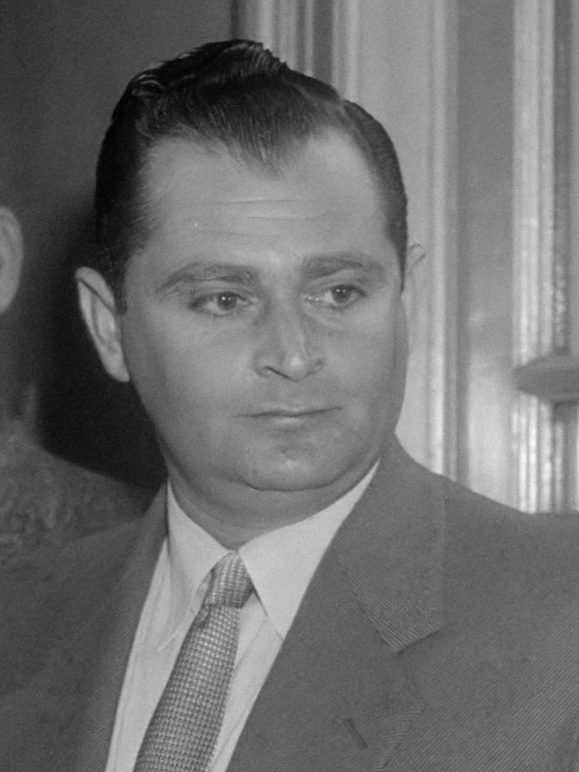
Raymond Westerling (1952)

Na langdurige omzwervingen, waarbij voortdurend uitlevering aan Indonesië dreigde, kwam Westerling uiteindelijk in Nederland aan en publiceerde hij zijn memoires. In 1953 richtte hij te Sneek de Stichting S.O.S. (Steunt Ontredderde Staten) op, die opriep tot buitenparlementaire acties om naleving te forceren van het vredesakkoord dat bij de Ronde Tafel Conferentie (1949) was gesloten. In 1955 was hij medeoprichter van de Nederlandse Conservatieve Partij, een voortzetting van de verboden nazipartij Nationaal Europese Sociale Beweging. De nieuwe groepering – een vergaarbak van extreemrechtse politici, avonturiers en handige zakenlui – kwam in het nieuws door plannen voor gewapende acties tegen Indonesië.
Met financiële steun van ex-NSB'er mr. Jan Wolthuis en de Groningse zakenman en voormalig SD-er Pieter Gaillard werd het gepantserde jacht Evipan aangekocht, dat naar Ambon moest varen. Het schip bleek niet zeewaardig, waarna men in Wilhelmshaven de Schnellboot Seeadler aanschafte, die echter door de Nederlandse overheid aan de ketting werd gelegd. Men probeerde het nog met de Evipan, maar die werd op de Eems in beslag genomen en Westerling moest zijn paspoort inleveren. De Nederlandse regering weigerde iedere steun aan de beweging, waarna op een protestbijeenkomst in november 1955 openlijk gedreigd werd met een staatsgreep indien de regering niet wilde meewerken. "Wij hebben voldoende gevulde wapendepots", stelde een woordvoerder van de voormalige ondergrondse. Westerling werd daarbij geschetst als de ideale leider voor de beoogde gewapende strijd op de Molukken. Westerling, naar verluidt alsnog op weg naar Ambon, distantieerde zich vervolgens van de nieuwe partij, waarna zijn kompanen hem op verdenking van verduistering voor een 'ereraad' daagden. Hij ontkende echter alle beschuldigingen en het publieke tribunaal werd om onduidelijke redenen afgelast.
In december 1956 werd Westerlings vertrouweling Ton Schilling (1919-1984), een freelance journalist en oprichter van het Veteranen Legioen Nederland, door de rijksrecherche gearresteerd, waarna hij werd veroordeeld tot een jaar gevangenisstraf wegens oplichting en verduistering van aanzienlijke bedragen die waren ingezameld voor de sabotageacties in Indonesië. Westerling werd van betrokkenheid vrijgesproken. Schilling behoorde in 1969 nog steeds tot de kring rond Westerling. Het Indonesische Ministerie van Buitenlandse Zaken gaf intussen begin 1957 een 'Witboek' uit, waarin men stelde dat er al sinds het begin van de jaren vijftig onderzoek werd gedaan naar extreemrechtse netwerken die de gewapende opstanden op de Molukken ondersteunden. Ook Nederlandse regeringskringen zouden daarbij volgens de Indonesiërs betrokken zijn geweest.
Daarna leidde Westerling, afgezien van een kortstondige carrière als operazanger, een schijnbaar onopvallend leven. Hij schreef naar eigen zeggen enkele militaire rapporten, onder andere voor een buitenlandse oliemaatschappij, maar sloeg het aanbod om te gaan werken als huursoldaat af. Toch ging er geen jaar voorbij dat de kranten niet over hem schreven; geregeld werd hij genoemd in verband met buitenlandse conflicten en geplande aanslagen; meerdere malen werd hem op buitenlandse luchthavens de toegang tot het land geweigerd. Toen oud-premier Willem Drees in 1969 sprak over de "wandaden" die onder Westerlings commando waren begaan, diende hij tevergeefs een klacht in wegens smaad. Een regeringscommissie concludeerde in 1969, mede op basis van een eerder rapport uit 1954, dat er op Celebes wel militaire excessen hadden plaatsgevonden. Het rapport van Van Rij en Stam stelt Westerling, samen met kapitein Rijborz, verantwoordelijk voor sommige van deze excessen. Westerling reageerde met een interview in Vrij Nederland, waar hij het gebruik van standrecht verdedigde. Tegenover De Tijd klaagde hij over de "mythe Westerling" die door gebrek aan een officieel onderzoek in stand werd gehouden. Enkele uren voor zijn dood in 1987 zou hij nog hebben aangekondigd een kort geding te willen aanspannen tegen de historicus Loe de Jong, omdat die in een concepthoofdstuk de Nederlandse strijdkrachten in Nederlands-Indië van oorlogsmisdaden beschuldigde en Westerling als een niets en niemand ontziende militair afschilderde.
Zijn reputatie als vuurvreter bleef hij houden; nog in 1977 werd hij genoemd in verband met mogelijke ontvoering van de van oorlogsmisdaden verdachte Pieter Menten. In 1979 voerde hij actie voor het betalen van achterstallige soldij aan voormalige KNIL-soldaten, waarbij hij stevige taal gebruikte.

## Persoonlijk leven
Westerling was driemaal gehuwd. Uit een van de eerste huwelijken had hij een dochter. Ook uit zijn derde huwelijk had hij een dochter. Omstreeks 1955 woonde hij in Marssum. Later dreef hij een antiquariaat in Amsterdam. Hij overleed op 68-jarige leeftijd in zijn woonplaats Purmerend in zijn slaap aan een hartstilstand en werd begraven op de Nieuwe Oosterbegraafplaats te Amsterdam.

## Beschuldigingen van oorlogsmisdaden
Westerlings leven in Nederland stond in het teken van beschuldigingen van oorlogsmisdaden over zijn optreden op Zuid-Celebes. Westerling heeft zijn zuiveringsacties altijd verdedigd. Dat hij, als hij het nodig vond, meedogenloos te werk ging, heeft hij nooit tegengesproken. In interviews ontkende hij echter zich schuldig te hebben gemaakt aan oorlogsmisdaden. "Het invoeren van het standrecht op Zuid-Celebes was het gevolg van een zuiver menselijke redenering, alhoewel het voor veel mensen een beestachtige daad was. Maar ga je dieper op de redenering in waarom ik gedwongen was dat te doen – ik heb mezelf opzij gezet, ik heb de krijgsraad geriskeerd en de publieke opinie – dan is het de enige manier om met een minimum aan bloedvergieten de rust en orde te herstellen op Celebes."
Volgens de Indonesische ex-kolonel en militair historicus prof. mr. Muhammad Natzir Said kan Westerling niet zonder meer als een oorlogsmisdadiger worden bestempeld. "Iedere militair weet: onder een Staat van Oorlog worden mensen ter plaatse doodgeschoten. Dat is normaal. Standrechtelijke executies werden niet alleen door Westerling uitgevoerd, maar ook aan onze zijde. Heel wat spionnen van de Nederlanders zijn door ons doodgeschoten na een onderzoek ter plaatse. We omsingelden dan zo’n desa en als die mensen zeiden: 'Hij is een mata-mate, spion van het KNIL….naar de boom!'" In 1977 schreef Natzir dat de verhalen over duizenden executies propagandafabeltjes waren geweest om sympathie te wekken voor de Indonesische onafhankelijkheidsstrijd.

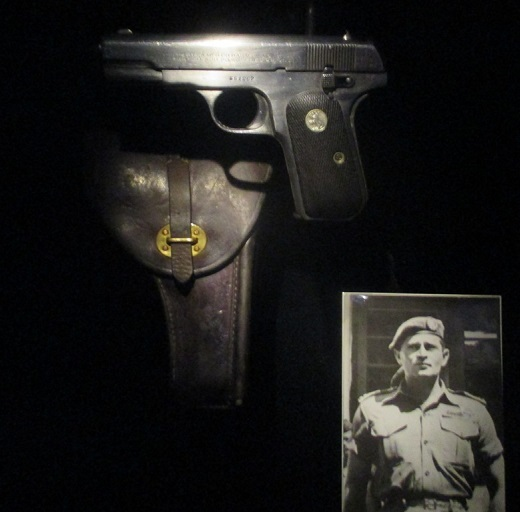
Het pistool van Raymond Westerling

### Onderzoek door de Nederlandse regering
Het optreden van Westerling werd in opdracht van de Luitenant Gouverneur-Generaal van Nederlands-Indië, H.J. van Mook, onderzocht door de commissie Enthoven. Dat Rapport Enthoven werd in 1948 aangeboden aan het kabinet Drees. Het werd niet openbaar gemaakt en er werd niets mee gedaan. In dat rapport komt deze commissie tot de conclusie dat de acties van Westerling geboden waren.
Na een onthullende publicatie in 1949 in de Groene Amsterdammer over Nederlandse oorlogsmisdaden op Java werd de commissie Van Rij en Stam ingesteld, die gebruikmaakte van het rapport Enthoven. Hun rapport werd in 1954 ingediend bij de ministers Donker (Justitie) en Staf (Oorlog) van het derde kabinet Drees. Van Rij en Stam concludeerden onder meer: "Zowel de Luitenant-Gouverneur-Generaal, als het Militair Gezag, als ook in zijn adviezen de heer Procureur-Generaal bleven in gebreke". Bij een eventuele gerechtelijke vervolging van de plegers van geweldsdelicten zou "de gehele achtergrond ter sprake moeten komen en alle verantwoordelijkheden zullen moeten worden nagegaan".
Eind jaren zestig liet de Nederlandse regering naar aanleiding van onthullingen van de psycholoog Joop Hueting door historici onder leiding van Cees Fasseur archiefonderzoek verrichten naar de excessen die door de Nederlandse troepen in Indonesië gepleegd waren: dit leidde in juni 1969 tot de publicatie van de Excessennota. Deze nota legt er de nadruk op dat de bestuurlijke en politieke verantwoordelijkheid in gebreke zijn gebleven. Op 2 december 2016 besloot het kabinet Rutte naar aanleiding van de studie van Rémy Limpach De brandende kampongs van Generaal Spoor dat er een breed, onafhankelijk onderzoek moest worden gedaan naar de brede context van de naoorlogse dekolonisatie (inclusief samenleving) en het politiek, bestuurlijk, justitieel en militair optreden in 1945-1949 in Nederlands-Indië, zowel vanuit Haags als vanuit lokaal perspectief. In dat onderzoek diende een integrale benadering te worden gehanteerd en dieper te worden ingegaan op zaken die aan bod waren gekomen in de studie van Limpach. De geweldspiraal van de Bersiap diende systematisch onderzocht te worden. De politieke besluitvorming in Den Haag over de dekolonisatie is voorwerp van dat onderzoek. Ook de nasleep na 1949 en de veteranenzorg dienden nader onderzocht te worden. Het Koninklijk Instituut voor Taal-, Land- en Volkenkunde (KITLV), het Nederlands Instituut voor Militaire Historie (NIMH) en het Nederlands Instituut voor Oorlogs-, Holocaust- en Genocidestudies (NIOD) hebben de opdracht van het kabinet het onderzoek te doen.

### Hernieuwde belangstelling
De Nederlandse militaire operaties in Nederlands-Indië blijven in Nederland de gemoederen bezighouden. De Stichting Comité Nederlandse Ereschulden ijvert er voor dat de nabestaanden van slachtoffers van de zuiveringsacties op Zuid-Celebes schadevergoeding en erkenning van Nederland krijgen.
Een in 1969 opgenomen, maar nooit vertoond interview van journalist Joop Buddinghausen met Westerling werd in augustus 2012 voor de eerste maal op de Nederlandse televisie uitgezonden. Westerling ontkende in het interview dat er onder zijn verantwoordelijkheid oorlogsmisdaden zijn gepleegd in Nederlands-Indië. In het interview zei hij:
"Ik ben verantwoordelijk en niet de troepen die onder mijn bevelen hebben gestaan. Ik neem de daden persoonlijk voor mijn rekening."
Hij zei verder:
 "Ik sta pal achter mijn daden, met dien verstande dat men een onderscheid dient te maken tussen oorlogsmisdaden en strenge maatregelen, consequent en rechtvaardig onder zeer moeilijke omstandigheden."

Westerling voegde eraan toe "dat het verborgen sadisme in mensen in oorlogsomstandigheden veel sneller tot ontplooiing kan komen dan in normale situaties."
Nadat een historicus de minister van Binnenlandse Zaken had verzocht om alle documenten inzake de staatsgreep van Westerling tegen de Indonesische president in 1950, kreeg hij te horen dat bij de AIVD één document was gevonden dat hij kon inzien. Dit document besloeg elf pagina's. Een beroep tegen dit besluit werd afgewezen. Eind juli 2014 bepaalde de Raad van State in hoger beroep dat het ongeloofwaardig is dat de inlichtingendienst AIVD over slechts één document beschikt over de mislukte staatsgreep van Westerling. In het archief zouden meer stukken te vinden moeten zijn; mogelijk opgeborgen onder een andere titel dan 'de staatsgreep tegen Soekarno in 1950'. De minister moest een nieuw besluit nemen.
In augustus 2016 begon de Australische historicus Robert Cribb in Zuid-Sulawesi met onderzoek naar claims van weduwen en kinderen van mannen die aldaar door Nederlandse militairen zouden zijn geëxecuteerd. Hij was daartoe door de rechtbank van Den Haag benoemd.
Het optreden van Westerling in Zuid-Celebes inspireerde in 2020 tot de speelfilm De Oost die in mei 2021 in première ging.

### Nederlands
- Inghist: Westerling, Raymond Paul Pierre (1919-1987), Biografisch Woordenboek van Nederland
- Korpsgeschiedenis Korps Commandotroepen
- Item NOS Journaal over Zuid-Celebes affaire, zonder datum (via YouTube)
- Overzicht van Nederlandse publicaties over Raymond Westerling, westerling.wordpress.com
- De excessennota, Andere Tijden, zonder datum
- Onafhankelijkheid, dekolonisatie, geweld en oorlog in Indonesië, 1945-1950, lopend onderzoek door KITLV, NIMH, NIOD

### Indonesisch
- (id)  Pembantaian oleh Westerling di Sulawesi Selatan, batarahutagalung.blogspot, 29 april 2006